# Commodore (rang)

Rangonderscheiding commodore Nederlandse luchtmacht

Commodore is een militaire rang bij diverse krijgsmachtdelen in diverse landen. Het is ook een eretitel bij de burgerluchtvaart.

## Krijgsmacht

### Nederland
De militaire rang van commodore is de laagste rang van opperofficier van de Koninklijke Luchtmacht. Commodore komt overeen met de rang van commandeur bij de Koninklijke Marine en de rang van brigadegeneraal bij de Koninklijke Landmacht, Koninklijke Marechaussee en het Korps Mariniers.

### België
De rang die voorheen bij de zeemacht commodore heette, werd in 2002 hernoemd tot flottieljeadmiraal (Frans: amiral de flottille) bij de Marinecomponent van Defensie.

De rang die voorheen bij de luchtmacht commodore heette, werd in 2002 hernoemd tot brigadegeneraal (Frans: général de brigade d'aviation) bij de Luchtcomponent van Defensie.

### Engelstalige landen
Commodore is een militaire rang (eensterrenfunctie) in de zeemacht en luchtmacht van Engelstalige landen, waaronder het Verenigd Koninkrijk, de Verenigde Staten, Canada, Nieuw-Zeeland, Australië en Zuid-Afrika.

In de luchtmacht van Engelstalige landen heet de rang vaak air commodore.

De rang in de zeemachten is vergelijkbaar met die van commandeur in de Koninklijke Marine en flottieljeadmiraal (Frans: amiral de flottille) in de Belgische Marinecomponent van Defensie.

#### Verenigde Staten
De rang commodore werd tot 1984 gebruikt in de United States Navy (USN), United States Coast Guard (USCG), United States Public Health Service (USPHS) en National Oceanic and Atmospheric Administration (NOAA).

In 1984 werd de naam gewijzigd in rear admiral (lower half) (RDML).

In de United States Air Force (USAF) heet de rang Air Force brigadier general en niet air commodore.

#### Zuid-Afrika
In Zuid-Afrika werd vanaf 1997 de rang die voorheen commodore heette hernoemd tot rear admiral (junior grade).

## Burgerluchtvaart
In de burgerluchtvaart was commodore een eretitel voor vliegers met grote verdiensten. De KLM kende deze rang toe aan onder meer Jan Hondong, Jan Moll en Adriaan Viruly.